# James Jackson

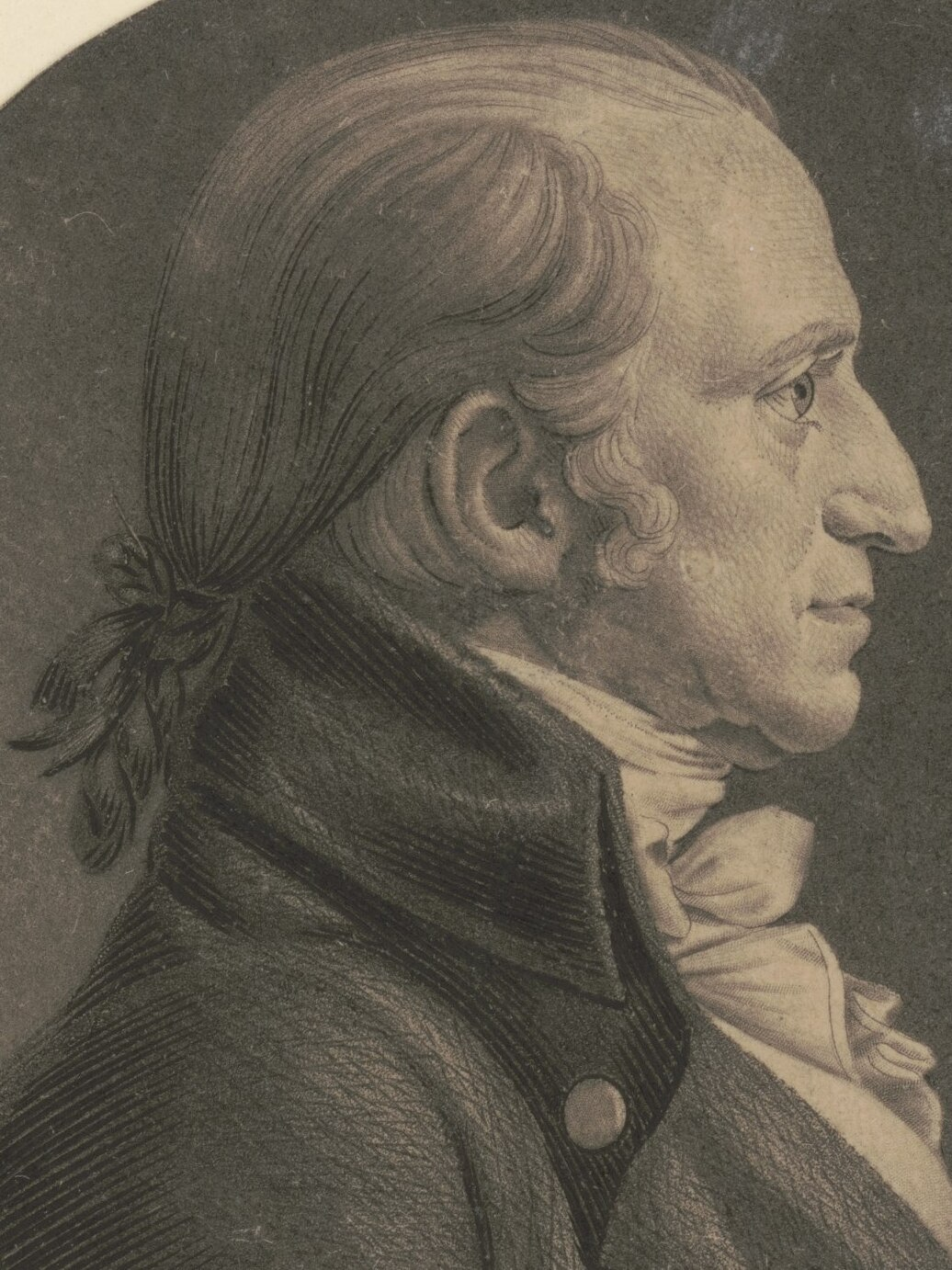
James Jackson, 1805

James "Left Eye" Jackson, född 21 september 1757 i Moretonhampstead, Devonshire, England, död 19 mars 1806 i Washington, D.C., var en engelsk-amerikansk politiker (demokrat-republikan). Han representerade delstaten Georgia i båda kamrarna av USA:s kongress, först i representanthuset 1789-1791 och sedan i senaten 1793-1795 samt från 1801 fram till sin död. Han var guvernör i Georgia 1798-1801. Han var känd som en hetlevrad duellant.
Jackson flyttade 1772 från England till Savannah, Georgia. Han studerade juridik och deltog i amerikanska revolutionskriget. George Wells hade år 1780 blivit vald till guvernör i Georgia (Chairman of the Executive Council of Georgia) men dödades i en duell av Jackson. Därför kom Stephen Heard att tillträda som guvernör.
Jackson valdes 1788 för första gången till guvernör men han tackade nej i och med att han ansåg sig vara för oerfaren för uppdraget. Han representerade sedan Georgia i USA:s representanthus i den första amerikanska kongressen.
Jackson efterträdde 1793 William Few som senator för Georgia. Han avgick 1795 och efterträddes av George Walton. Jackson vann guvernörsvalet 1798 och efterträdde Jared Irwin som guvernör. Han efterträdde sedan 1801 James Gunn i senaten. Han avled 1806 i ämbetet.
Jackson County, Georgia har fått sitt namn efter James Jackson.